# The Doraemons: Okashina okashina okashinana!?
The Doraemons: Okashina okashina okashinana!? è un cortometraggio del 1999 con protagonista il gruppo dei Doraemons, inedito in Italia. 

## Trama
I Doraemons si trovano in un vero e proprio regno dei dolci, dove è presente la più grande pasticceria del mondo. Essa è minacciata da alcuni misteriosi nemici, che saranno sconfitti soltanto dopo un lungo combattimento. Alla fine i Doraemons festeggeranno con i loro amici del regno, quali il cuoco italiano Jaidora (che lavora là), la meravigliosa Principessa Miele e la Regina Zucchero.

## Distribuzione
Il film è stato proiettato nei cinema giapponesi il 6 marzo 1999, insieme a Doraemon: Nobita no uchū hyōryūki e Doraemon: Nobita no kekkon zen'ya.
Il titolo internazionale del cortometraggio è The Doraemons: Strange, Sweets, Strange?, conosciuto anche come Funny candy of Okashinana!?.